# Nacktstängeliger Bauernsenf
Der Nacktstängelige Bauernsenf (Teesdalia nudicaulis), auch einfach als Bauernsenf bezeichnet, ist ein Angehöriger der Kreuzblütengewächse (Brassicaceae).

## Beschreibung

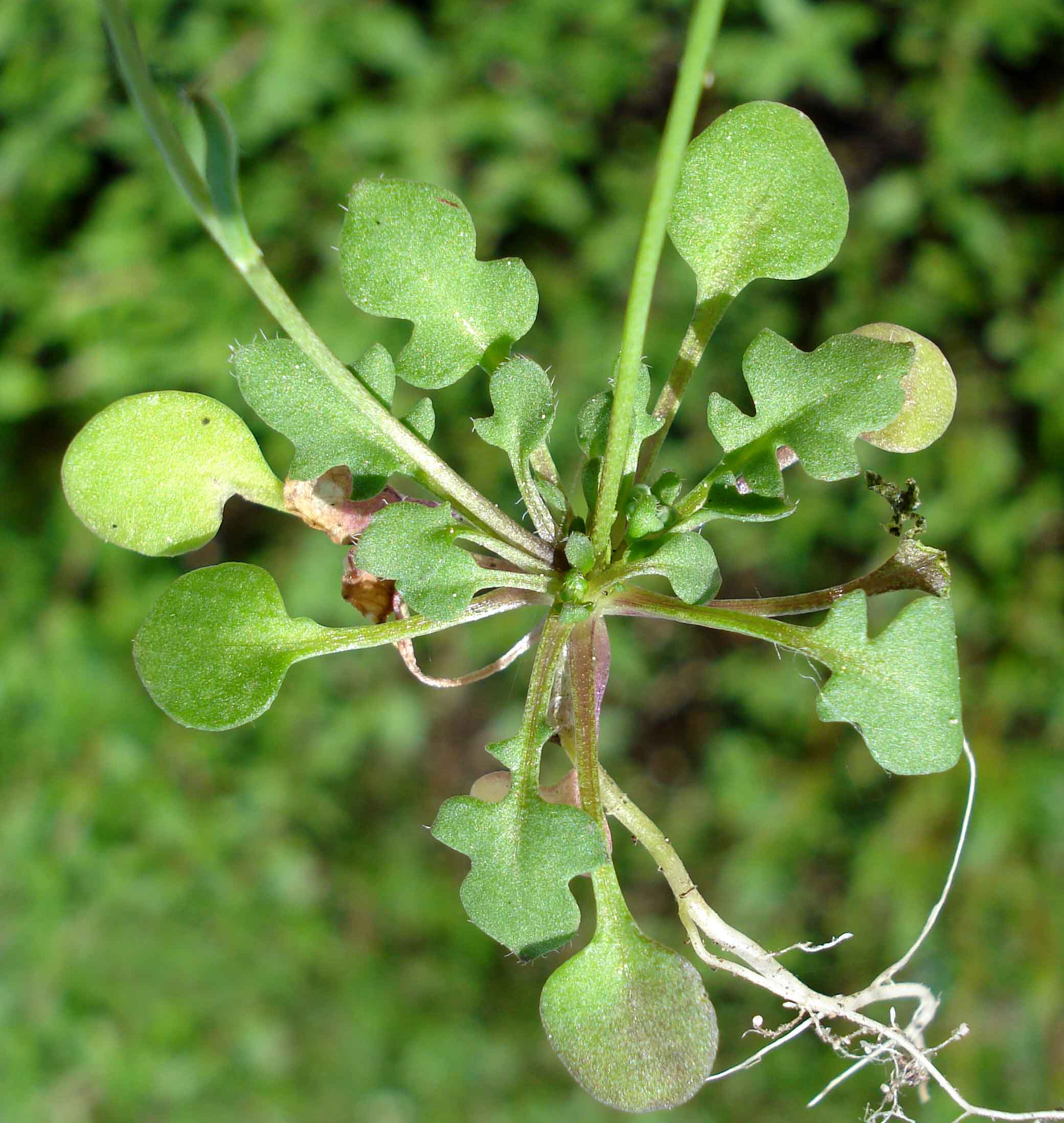
Grundblattrosette

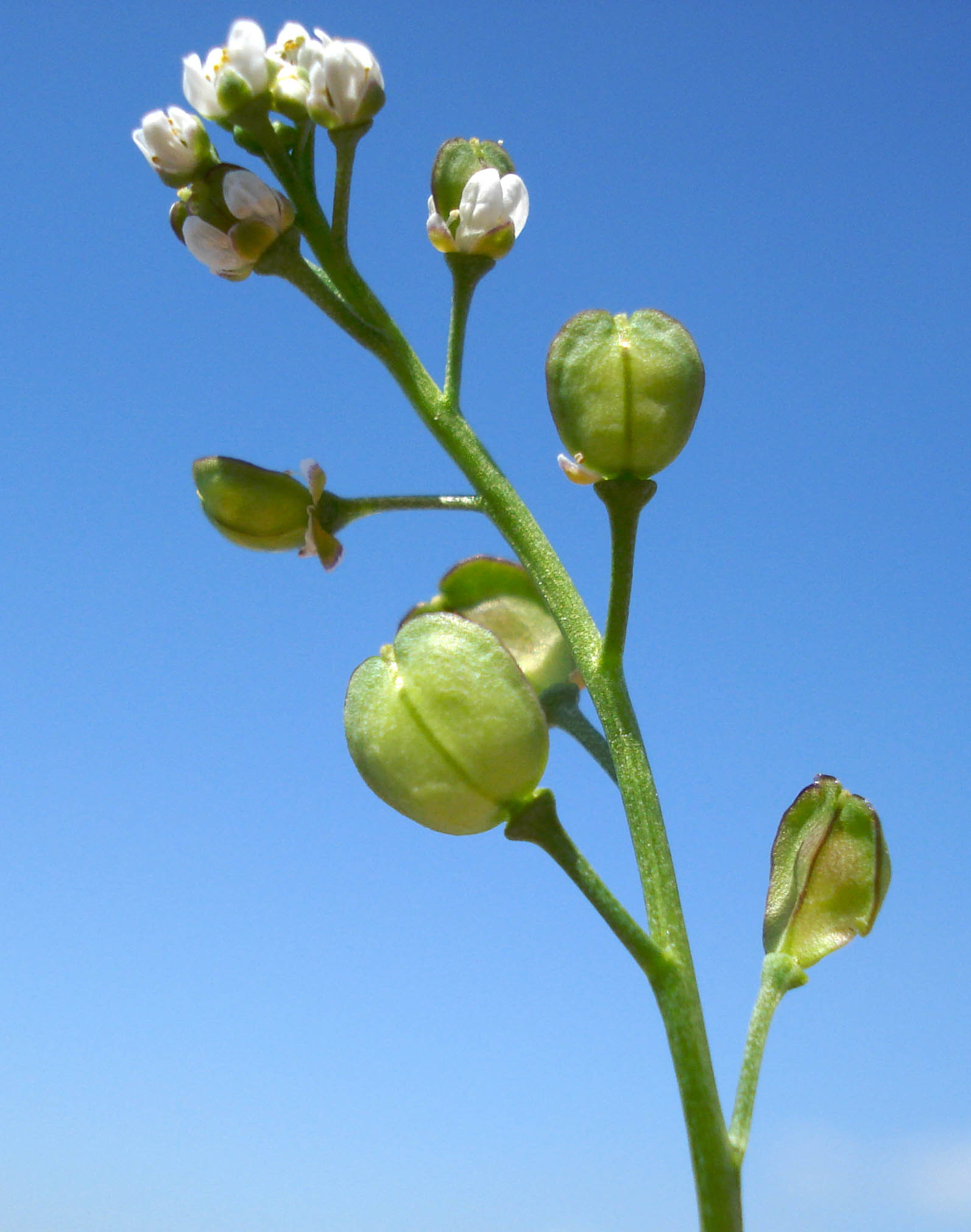
Blütenstand mit Schötchen

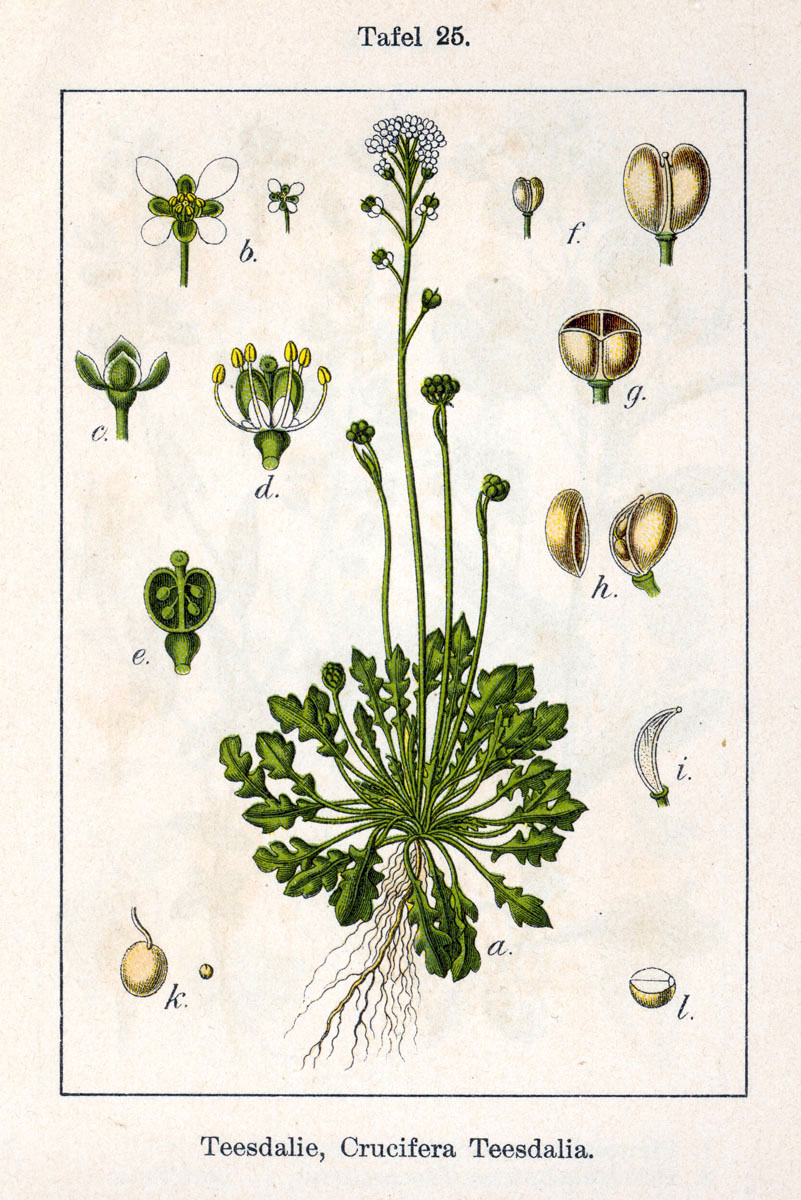
Illustration

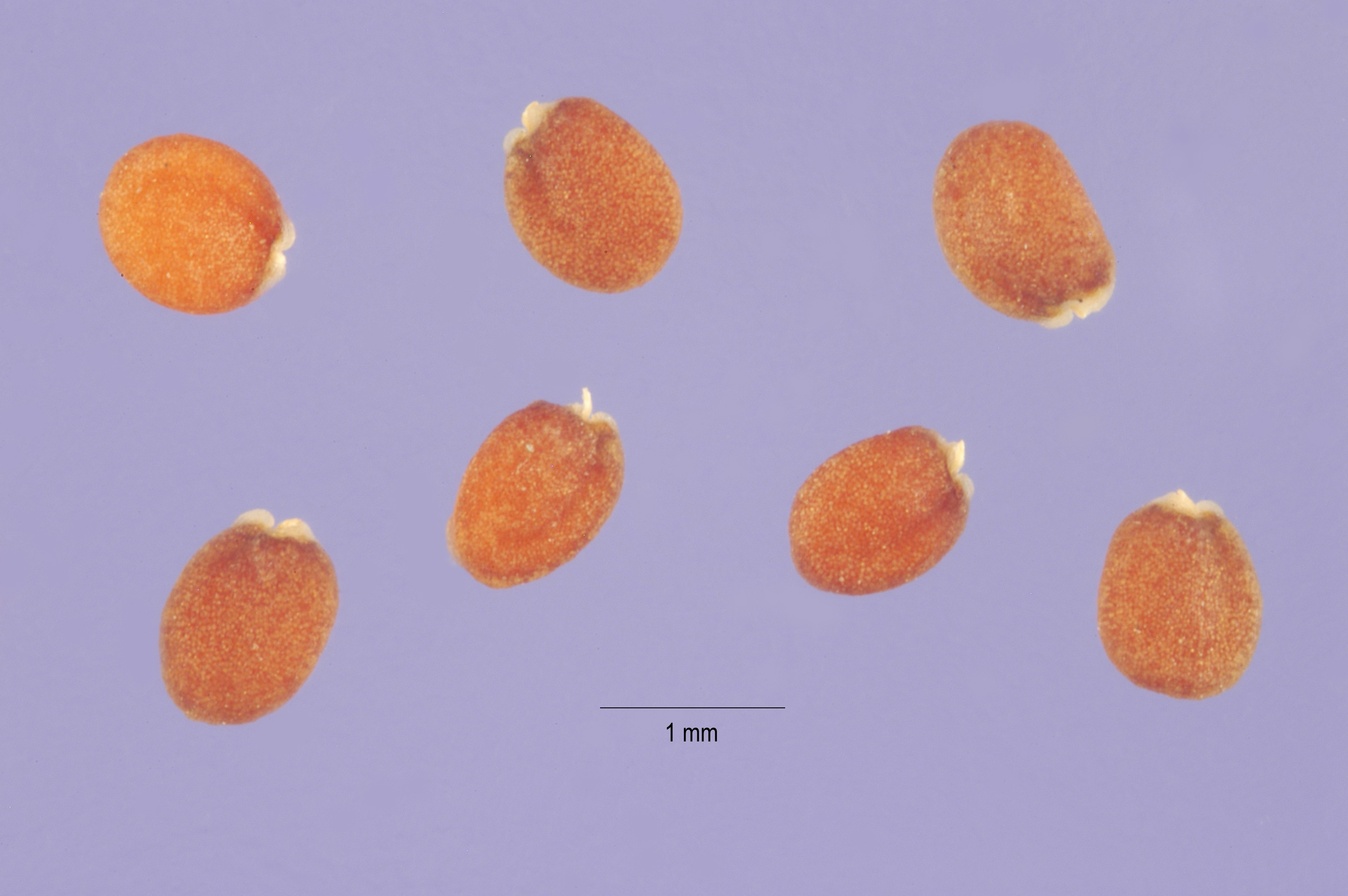
Samen

### Vegetative Merkmale
Der Nacktstängelige Bauernsenf wächst als einjährige krautige Pflanze und erreicht Wuchshöhen von 8 bis 20 Zentimetern. Sie besteht aus meist mehreren, bogig aufsteigenden, unverzweigten Stängeln. Die oberirdischen Pflanzenteile sind kahl, nur an den Blatträndern findet man oft auch einfache Haare (Trichome).
Die in einer grundständigen Rosette zusammen stehenden Laubblätter sind in Blattstiel und Blattspreite gegliedert. Der Blattstiel ist 0,5 bis 2,5, selten bis zu 3,5 Zentimeter lang. Die rundlichen bis spatelförmigen Blattspreiten sind 1 bis 4 Zentimeter lang und leierförmig-fiederspaltig mit stumpfen Seitenabschnitten. Selten sind bis zu vier kleine Stängelblätter vorhanden.

### Generative Merkmale
Die Blütezeit reicht von April bis Juni. In einem traubigen Blütenstand stehen die Blüten anfangs dicht zusammen und die Blütenstandsachse verlängert sich bis zur Fruchtreife auf 3 bis 7 Zentimeter.
Die zwittrigen Blüten sind zygomorph und vierzählig. Die vier schmal weiß hautrandigen Kelchblätter sind bei einer Länge von 0,5 bis 1 Millimetern sowie einer Breite von 0,4 bis 0,6, selten bis 0,8 Millimetern breit-eiförmig. Die vier verkehrt-eiförmigen bis länglichen Kronblätter sind weiß, die äußeren etwa 1,5 bis 2 Millimeter lang, also etwa doppelt so lang wie der Kelch, die inneren haben eine Länge von 0,5 bis 1 Millimetern. Es sind sechs Staubblätter vorhanden. Die 0,8 bis 1 Millimeter langen Staubfäden besitzen an der Basis weiße Anhängsel. Die Staubbeutel sind 0,1 bis 0,2 Millimeter lang. Der Griffel ist nur 0,1 bis 0,2 Millimeter lang.
Der fast waagerecht abstehende Fruchtstiel ist 3 bis 5 Millimeter lang und am oberen Ende trompetenartig verbreitert. Die etwas löffelförmig gewölbten Schötchen sind bei einer Länge von 3 bis 4 Millimetern verkehrt-herzförmig und am Rand im oberen Teil schmal geflügelt. Die Samen sind 1 bis 1,2 × 0,9 bis 1 Millimeter groß.

### Chromosomenzahl
Der Nacktstängelige Bauernsenf ist tetraploid mit 2n = 36 Chromosomen.

## Vorkommen

### Allgemeine Verbreitung
Teesdalia nudicaulis kommt vom westlichen und mittleren Europa bis nach Belarus vor. Ferner gibt es Teilareale in Süditalien und auf dem Balkan. Teesdalia nudicaulis ist ein subatlantisches Florenelement. In vielen Teilen der Welt ist Teesdalia nudicaulis ein Neophyt, beispielsweise in Nordamerika, Chile und Australien.

### Verbreitung in Mitteleuropa
Der Nacktstängelige Bauernsenf kommt in Mitteleuropa nur regional verbreitet vor. In den Sandgebieten Nord- und Ostdeutschlands ist die Pflanze weit verbreitet. Nach Süden hin nimmt ihre Häufigkeit deutlich ab. In Südwestdeutschland findet man sie nur noch zerstreut oder sie fehlt ganz. Auch in Österreich ist die Art selten und gilt stark gefährdet. In der Schweiz sind vermutlich alle Fundorte erloschen.

### Standortansprüche und Vergesellschaftung
Der Nacktstängelige Bauernsenf wächst in Mitteleuropa in offenen Sandrasen und in mageren Ackerunkraut-Gesellschaften. Er gedeiht am besten auf kalkfreien, nährstoffarmen, ziemlich trockenen, lockeren Sand- oder Silikatgrusböden. Er gedeiht in Pflanzengesellschaften der Verbände Corynephorion oder Thero-Airion.